# Jeffrey Heesen
Jeffrey Heesen (Oss, 11 september 1990) is een Nederlandse zanger.

## Levensloop
Heesen maakte in 2004 zijn debuut als zanger met zijn nummer Hey lieve meid en bracht twee jaar later in december 2006 zijn eerste album uit onder de naam In mijn dromen. Hierna schreef en bracht hij nog meerdere nummers uit voordat hij in mei 2008 voor het eerst de hitlijsten behaalde met zijn nummer Blijf vanacht bij mij, die op de 85e plek in de Nederlandse Single Top 100 kwam.
In het voorjaar van 2015 deed Heesen mee aan het SBS6-talentenjacht Bloed, zweet & tranen waarin hij het tot de finale wist te schoppen, hij eindigde op de tweede plaats met 48 procent van de publiekstemmen. Na zijn deelname bracht hij in april 2015 het nummer Mag ik de zon laten schijnen uit, het nummer behaalde de negende plek in de Nederlandstalige Top 30 en de 98 plek in de Single Top 100. Een maand later, in mei 2015, verzorgde Heesen de halftime show tijdens de Toppers in concert 2015 in de ArenA. Datzelfde jaar won Heesen in september een Buma NL Award in de categorie Grootste Talent.
In april 2016 kwam Heesen met zijn tweede album onder de naam Intens; het album behaalde de tweede plek in de Nederlandse Album Top 100. Datzelfde jaar won hij een Party Award in de categorie Populaire artiest. Hierna bracht Heesen meerdere nummers uit voor hij een samenwerking aan ging met zanger Brace, op 19 juni 2020 brachten ze hun nummer Van mij alleen uit. Met het nummer behaalden ze de gouden status, tevens werd het nummer genomineerd voor de titel Foute Anthem bij radiozender Qmusic. Heesen schrijft zijn eigen nummers maar schrijft ook voor andere artiesten, zo schreef hij in 2023 de nummers Kakkerlak met nagellak en Wat een ellende voor zangeres en presentatrice Michella Kox.
Naast zijn eigen concerten is Heesen met regelmaat te gast op grote podiums zoals bij Dutch Valley, Paaspop en Muziekfeest van het jaar.

## Discografie

### Albums
- In mijn dromen (2006)
- Intens (2016)
- Verbintenis (2018)

Album met notering(en) in een hitlijst
| Album  | Verschijnen  | Label      | Hitlijsten | Hitlijsten |
| Album  | Verschijnen  | Label      | NL         | NL         |
| Album  | Verschijnen  | Label      | Piek       | Weken      |
| ------ | ------------ | ---------- | ---------- | ---------- |
| Intens | 8 april 2016 | Berk Music | 2          | 4          |

### Singles
- Hey lieve meid (2004)
- In mijn dromen (2006)
- Als de bouzouky's klinken (2006)
- Siesta fiësta (2006)
- Met 't vliegtuig naar de palmen (2006)
- Dans Laila dans (2006)
- Wij hadden mooie zomernachten (2006)
- Je t'aime mon amour (2006)
- Verlaten en alleen (2006)
- Kom toch bij me terug (2006)
- Blijf vanacht bij mij (2008)
- Raak me even aan (2008)
- 1 blik van jou (2010)
- Casanova (2012)
- Ik heb je niet gevraagd... (2013)
- Zomerliefde (2014)
- Mag ik de zon laten schijnen (2015)
- De wereld is van ons (2015)
- Ik doe 't echt nooit meer (2016)
- Bloed zweet & tranen medley (2016)
- M'n engel (2016)
- Ik leef alleen voor jou (2016)
- Ik mis je zo (2016)
- Leef niet in onzekerheid (2016)
- Zijn we uitgepraat (2016)[16]
- One night stand (2016)
- Laat jij mij nu wachten (2017)
- Jij (2017)
- Deel van mij (2018)
- Donker (2018)
- Even wachten (2018)
- Ga niet twijfelen (2018)
- Ik laat je liever alleen (2018)
- Liefde is magie (2018)
- Mijn kleine meid (2018)
- Nikita (2018)
- Noem mij geen schat (2018)
- Van mij alleen (2020), met Brace
- Gegaan (2021)
- Baby lekker ding (2021)
- Kadootje (2021), met Brace
- Bailando (2022)
- Je denkt alleen maar aan jezelf (2022), met Brace
- Piña Colada (2023)

Nummers met notering(en) in een hitlijst
| Lied                         | Verschijnen   | Album  | Hitlijsten  | Hitlijsten  | Hitlijsten   | Hitlijsten   | Opmerkingen       |
| Lied                         | Verschijnen   | Album  | NL (Top 40) | NL (Top 40) | NL (Top 100) | NL (Top 100) | Opmerkingen       |
| Lied                         | Verschijnen   | Album  | Piek        | Weken       | Piek         | Weken        | Opmerkingen       |
| ---------------------------- | ------------- | ------ | ----------- | ----------- | ------------ | ------------ | ----------------- |
| Blijf vanacht bij mij        | 2008          | —      | —           | —           | 85           | 2            |                   |
| Raak me even aan             | 2008          | —      | —           | —           | 95           | 2            |                   |
| Mag ik de zon laten schijnen | 27 maart 2015 | Intens | —           | —           | 98           | 1            |                   |
| Van mij alleen (met Brace)   | 19 juni 2020  | —      | tip7        | —           | tip2         | —            | Goud in Nederland |